# Издрык, Юрий Романович
Ю́рий Романович И́здрык (укр. Юрій Романович Іздрик; род. 16 августа 1962, Калуш, Станиславская область) — украинский прозаик и поэт, культуролог, автор концептуального журнального проекта «Четвер». Живёт и работает во Львове. Автор повести «Остров Крк» (1994), поэтического сборника «Станислав и 11 его освободителей» (1996), романов «Воццек» (1996, 1997), «Двойной Леон» (2000) и «АМтм» (2004), сборника эссе «Флешка» (2007) ряда повестей, рассказов, статей по культурологии и литературоведении. Издрык один из представителей «станиславского феномена». Сотрудничал с газетой «День». Член Ассоциации украинских писателей.

## Биография
Родился в г. Калуш. В 1984 закончил Львовскую политехнику. Работал инженером. В 1989 основал журнал «Четвер», который с 1992 года редактирует вместе с Юрием Андруховичем.
Активно включился в художественную жизнь в конце 1980-х. Принимал участие в многих выставках и акциях, работал над оформлением книжек и журналов, записывал музыку. В тот же время появились первые публикации — цикл рассказов «Последняя война» и поэтический цикл «Десять стихов о Родине». Знакомство с писателем Юрием Андруховичем, а также объединение вокруг журнала «Четвер» молодых ивано-франковских авторов оказалось важным фактором в формировании Издрыка как писателя. Результатом был выход из «контркультурного подполья» и первая публикация в журнале «Сучаснисть» повести «Остров Крк»(1992г.). Повесть была положительно оценена критикой и со временем появилась в польском переводе в «Literatura na Swieciе», также  отдельной книгой в 1998 году под названием «Остров Крк и другие истории».
Настоящим взлетом в литературном творчестве Юрия Издрика стал роман «Воццек» (1998).
Выступает также как художник (ряд коллективных и персональных выставок) и композитор (два концерта для фортепиано, музыкальная композиция «Средневековый зверинец» на стихи Юрия Андруховича).
На русском тексты Издрыка опубликованы в антологиях «Галицкий Стоунхендж» (М., «ЭРА», 2003) и «Неизвестная Украина» (М., «Запасной выход», 2005), журналах «Новый мир», «Вестник Европы», «Дружба народов»
Награждён знаком «За доброе дело» журнала «Й» (2004).
Лауреат Национальной премии Украины имени Тараса Шевченко (2025).

## Произведения

### Проза
- Остров Крк (1993)
- Воццек (1997)
- Двойной Леон (2000)
- AMTM (2004).

### Эссеистика
- Флешка (2007).
- «ТАКЕ» (2009).

### Переводы
- Чеслав Милош «Родная Европа», вместе с Лидией Стефановской (Летописание, 2007).

### Редактирование
- Анджей Стасюк «Дорогой на Бабадаг» (Критика, 2006).

### Книги
- Таке (2009).
- AB OUT (2014)